# David Ladd
David Alan Ladd (ur. 5 lutego 1947 w Los Angeles) – amerykański producent filmowy i telewizyjny, aktor.

## Życiorys

### Wczesne lata
Urodził się w Los Angeles, w Kalifornii jako syn pary aktorskiej – Alana Ladda (ur. 3 września 1913, zm. 29 stycznia 1964) i Sue Carol (ur. 30 października 1906, zm. 4 lutego 1982), żydowskiej imigrantki z Austrii. Dorastał ze starszą siostrą Alaną Ladd Jackson (ur. 21 kwietnia 1943, zm. 23 listopada 2014). Jego inne rodzeństwo ze strony ojca to Carol Lee Ladd (ur. 1932) i Alan Ladd Jr. (ur. 22 października 1937, zm. 2 marca 2022
) ze związku z Marjorie Jane (z domu Harrold).
Po ukończeniu Harvard School w Los Angeles, po śmierci swojego ojca w 1964, uczęszczał do University of Southern California, gdzie otrzymał tytuł Bachelor of Science. Realizował również militarne zobowiązania w Air Force Reserve (Rezerwach Sił Powietrznych).

### Kariera
Mając sześć lat był jednym z chłopców prerii w westernie Jeździec znikąd (Shane, 1953) u boku swojego ojca Alana Ladda, Jean Arthur i Jacka PaLance’a. Hollywoodzką karierę rozpoczął w 1957 z rolą drugoplanową w Wielki ląd (The Big Land) z główną rolę ojca i Virginią Mayo.
Następnie Samuel Goldwyn Jr. zaproponował mu rolę Davida Chandlera w westernie Michaela Curtiza Dumny buntownik (The Proud Rebel) z Olivią de Havilland, za którą zdobył Złoty Glob jako „Najlepszy nowicjusz 1958” jak również otrzymał specjalną nagrodę dla „Najlepszego nieletniego aktora”, i był nominowany do nagrody Złotego Globu za najlepszą rolę drugoplanową.
Ten sukces przyniósł mu kolejne propozycje w filmach, w tym Smutny koń (The Sad Horse, 1959), Pies flandryjski (A Dog of Flanders, 1960), Raymie (również 1960) i Misty (1961), jak również pojawianiu się w licznych serialach telewizyjnych, m.in. Bonanza (1960), Gunsmoke (1965) i Kojak (1977).
W 1982, Ladd objął funkcję kierownika w Columbia Pictures. Wyprodukował także kilka filmów. Ladd został kierownikiem produkcyjnym MGM Metro-Goldwyn-Mayer (MGM) i był częścią zespołu odpowiedzialnego za odrodzenie się studia (1989-1997). Był odpowiedzialny za różnorodność filmów, w tym wielki przebój Dorwać małego (Get Shorty, 1995), gdzie w obsadzie znaleźli się: John Travolta, Gene Hackman, Rene Russo i Danny DeVito.

## Życie prywatne
Od 12 lutego 1971 do 1972 jego żoną była Louise Hendricks. W 1972 r. Ladd poznał aktorkę i piosenkarkę Cheryl Stoppelmoor, z którą się ożenił 23 maja 1973. Ich córka Jordan (ur. 14 stycznia 1975) – podobnie jak rodzice – została aktorką. David i Cheryl zagrali razem w filmie Skarb jamajskiej głębiny (The Treasure of Jamaica Reef, 1975) z Stephenem Boydem. Kiedy Cheryl Ladd została gwiazdą, zastępując Farrah Fawcett w serialu telewizyjnym ABC Aniołki Charliego (1977-81), David zrealizował z udziałem ówczesnej żony program muzyczny ABC The Cheryl Ladd Special (1979) i dramat ABC Kiedy ona była zła... (When She Was Bad..., 1979) z Robertem Urichem. 16 września 1980 David i Cheryl Ladd rozwiedli się. W 1982, Ladd poślubił aktorkę Dey Young, młodszą siostrę Leigh Taylor-Young. Mają córkę Annę Shane Ladd (ur. 6 lipca 1985). W 2012 r. doszło do rozwodu.

## Filmografia

### Obsada

#### Filmy fabularne
- 1953: Jeździec znikąd (Shane) jako Mały chłopiec
- 1957: Pradawny ląd (The Big Land) jako David Johnson / Echo
- 1958: Dumny buntownik (The Proud Rebel) jako David Chandler
- 1959: Pies flandryjski (A Dog of Flanders) jako Nello Daas
- 1960: Raymie
- 1961: Misty jako Paul Beebe
- 1970: R. P. M.
- 1971: Aresztuję cię, przyjacielu (Catlow) jako Caxton
- 1973: Linia śmierci (Death Line) jako Alex Campbell
- 1973: Mewa (Jonathan Livingston Seagull) jako Fletcher Lynd Seagull (głos)
- 1974: Człowiek klanu (Klansman) jako Flagg
- 1975: Skarb jamajskiej głębiny (The Treasure of Jamaica Reef) jako Joshua Owens
- 1975: Dzień szarańczy (The Day of the Locust) jako praktykant
- 1978: Dzikie gęsi (The Wild Geese) jako Sonny Martinelli
- 1981: Beyond the Universe

#### Seriale TV
- 1960: Bonanza jako Billy Allen
- 1960: Zbiór opowiadań Shirley Temple (Shirley Temple's Storybook) jako Tom Sawyer
- 1961: Zane Grey Theater jako Thalian Kihlgren
- 1961: Ben Casey jako Andy
- 1962: Kryte wozy (Wagon Train) jako
- 1965: Gunsmoke jako Brian Forbes
- 1969: Love, American Style jako Dennis
- 1971: Family Affair jako Russ Brooks
- 1972: Szósty zmysł (The Sixth Sense) jako Paul
- 1976: The Quest
- 1977: Kojak jako Everett Coughlin
- 1977: Policyjna opowieść (Police Story) jako McRyan
- 1978: Fantastyczna wyspa (Fantasy Island) jako David Hanks

### Producent
- 1979: The Cheryl Ladd Special
- 1979: Kiedy ona była zła... (When She Was Bad..., TV)
- 1988: Wąż i tęcza (The Serpent and the Rainbow)
- 1995: Dorwać małego (Get Shorty)
- 1999: Ekipa wyrzutków (The Mod Squad)
- 2002: Wojna Harta (Hart's War)
- 2003: Męska rzecz (A Guy Thing)
- 2008: Wyjechać z Barstow (Leaving Barstow)